# Sara Benoliel
Sara Benoliel (Borba, Brazilië, 12 april 1898 - Lissabon, Portugal, 20 december 1970) was een van oorsprong Braziliaanse, later Portugese arts en feministe. Ze is bekend als de eerste kinderarts die in Portugal gepraktiseerd heeft. Zij speelde een belangrijke rol bij de ontwikkeling van kindergeneeskunde en kinderopvang in Portugal.

## Jeugd en opleiding
Sara Barchilon Benoliel werd geboren in Borba, ten zuiden van Manaus, in de staat Amazonas, Brazilië, op 12 april 1898. Ze was de dochter van Rahaèl Samuel Benoliel, zakenman, en Merie Barchilon. Beiden waren Sefardische Joden van Portugese en Spaanse afkomst, geboren in Marokko. Hun voorouders waren tijdens de Portugese en Spaanse inquisitie naar Noord-Afrika gevlucht.
Toen Sara Benoliel zeven was, kreeg ze polio, waarvan ze nooit volledig herstelde, zodat ze het grootste deel van haar leven gedwongen werd om met een stok te lopen. Deze gebeurtenis was voor haar doorslaggevend om kinderarts te worden. Kort daarna verhuisde ze met haar gezin van Brazilië naar Portugal.
In 1925 studeerde zij af in de geneeskunde aan de Faculteit der Geneeskunde van de Universiteit van Lissabon. Het jaar daarop voltooide zij haar promotie op een proefschrift over tuberculeuze meningitis. Daarna volgde zij cursussen in kindergeneeskunde in Duitsland, Oostenrijk en Frankrijk.

## Loopbaan
In 1928 keerde zij terug naar Portugal, kreeg de Portugese nationaliteit en opende haar kliniek in haar eigen woning (de Rua do Salitre, nº 161), in Lissabon, en werd de eerste vrouwelijke kinderarts die in Portugal praktiseerde.
Sara Benoniel ontwikkelde verschillende initiatieven voor moeder- en kindzorg: Ze organiseerde gratis cursussen over moeder- en kindzorg in een dispensarium (Dispensário da Tribunal da Infância). Ze richtte kinderdagverblijven op voor de kinderen van medewerkers van verschillende ziekenhuizen. Ze organiseerde een medische dienst aan huis om behoeftige gezinnen te ondersteunen. Ook leidde zij een modeldagverblijf in het Hospital de Santo António dos Capuchos, ook in Lissabon. Ze werkte acht jaar als kinderarts in het kinderziekenhuis Hospital D. Estefânia.
In 1935 werd Sara Benoliel benoemd tot coördinator voor de specialiteit Kindergeneeskunde aan de Faculteit Geneeskunde van Lissabon. Vanaf de jaren vijftig tot het eind van haar leven werkte ze als kinderarts in de Caixas de Previdência (instituten voor sociale zekerheid).

## Publicaties
Sara Benoliel publiceerde talrijke werken over verloskunde, kinderopvang en kindergeneeskunde, waaronder "Algumas notas sobre Cuidados Maternos e Infantis no Exterior" (Enkele opmerkingen over moeder- en kindzorg in het buitenland) in 1927, "Preconceitos nos Cuidados Infantis e a Forma de Combatê-los" (Vooroordelen in de kinderopvang en hoe ze te bestrijden) in 1935; "Subsídios para a História da Pediatria em Portugal" (Bijdragen aan de geschiedenis van de kindergeneeskunde in Portugal) in 1938. Ze publiceerde in verschillende Portugese en Braziliaanse tijdschriften.

## Politieke betrokkenheid en activisme
Benoniel was actief feministe in de strijd voor gendergelijkheid en vrouwenkiesrecht. Ze was lid van de Nationale Raad van Portugese Vrouwen (Portugees: Conselho Nacional das Mulheres Portuguesas), een van de belangrijkste feministische organisaties in Portugal, opgericht in 1914 en door de Estado Novo verboden in 1947.
Tijdens de Tweede Wereldoorlog werkte Benoniel samen met Hehaber (nu Hehaver), een organisatie van jonge Portugese Joden, opgericht door de Ohel Jacob-synagoge in Lissabon. Ze hielp in de opvang van joodse asielzoekers, die gevlucht waren uit Nazi-Duitsland.
Ze was ook een van de eerste vrouwen die in Lissabon een auto bestuurde.

## Levenseinde
Sara Benoliel overleed op 20 december 1970. Ze is begraven op de Joodse begraafplaats van Lissabon, nabij de Jardim da Estrela.